# كلاديون جميل
كلاديون جميل (الاسم العلمي:Caladium speciosum) هو نوع غير مؤكد من النباتات يتبع جنس الكلاديون من الفصيلة اللوفية.